# Space Tactics
Space Tactics (スペースタクティクス) est un jeu de tir à la première personne sorti en 1980 sur borne d'arcade. 534 de ces machines furent produites, inaugurant le style "cabinet" qui sera repris sur Monaco GP

## Système de jeu
Space Tactics reprend un gameplay similaire à celui de Space Invaders, un shoot them up sorti en 1978, en y apportant plusieurs changements.
Le jeu se joue en vue à la première personne, avec un viseur qui tire des lasers affichant des effets 3D. Au lieu de se déplacer sur l'écran comme sur tous les jeux de tir à la première personne sortis précédemment, le viseur reste fixe au milieu de l'écran pour permettre à tout l'écran de bouger.
Le but du jeu consiste à défendre sa base spatiale des assauts aliens. Les aliens peuvent être de quatre types, présentant des caractéristiques différentes.
Très novateur pour l'époque, le jeu était attrayant par de nombreux aspects: en effet, la borne d'arcade était une véritable cabine figurant l'habitacle d'une tourelle de défense anti-aérienne. Le joueur qui y prenait place se retrouvait assis aux commandes d'un véritable arsenal et plongé dans une ambiance sonore polyphonique pour le moins stressante.

## Présentation des commandes et déroulement d'une partie
Le joueur voyait par un jeu de miroirs inversés projetée face à lui une menaçante première vague d'envahisseurs sur trois lignes qui arrivaient des confins ténébreux de l'espace dans un concert de mugissements et de hululements en alternant sans cesse leurs altitudes respectives, ce qui les rendait d'autant plus ardues à cibler. En bas de l'écran, sur un plan fixe figurant le régolithe lunaire, cinq unités génératrices bleues constituant la base attaquée, chacune étant surmontée d'un « missile de dernier recours » rouge à ascension verticale, commandés par cinq commutateurs à boutons-poussoirs rouges correspondants situés sur le tableau de bord juste en-dessous de l'écran, au droit de chaque unité qui demeuraient allumés tant que le joueur ne declenchait pas le missile respectif et s'éteignaient une fois pressés. Afin d'éviter d'avoir trop précipitamment recours à cette manœuvre, le joueur trouvait encore à l'extrême gauche du tableau de bord un autre bouton-poussoir, de couleur jaune, plus large et moins proéminent qui clignotait tant qu'un champ de force pouvait être reconstitué au-dessus des unités attaquées, une jauge à indicateurs LED indiquant le nombre de reconstitutions possibles. 
Enfin, au centre du tableau de bord se trouvaient les commandes de type aéronautique (volant à deux poignées dont la droite était surmontée par le bouton de tir principal du laser de la tourelle que le joueur actionnait du pouce), à pousser pour faire monter le décor mobile (les aliens) et à tirer pour le faire redescendre (la difficulté résidant dans la synchronisation malaisée de ce mouvement avec celui des lignes ennemies, le joueur débordé et en panique se trouvant souvent désorienté), ainsi qu'à faire pivoter sur leur axe pour lui imprimer un mouvement de translation latérale.
Le but du jeu était bien sûr d'éliminer le plus possibles d'astronefs avant que les assaillants parvenus à hauteur des unités fixes au sol ne commencent à lâcher une pluie de bombes rouges et massives qui venaient s'écraser inexorablement dans un fracas assourdissant sur l'écran de protection en le perçant d'autant de brèches, puis sur les unités, la partie prenant fin à la destruction de la dernière des cinq.